# Puchar Świata w kombinacji norweskiej 2002/2003
Sezon 2002/2003 Pucharu Świata w kombinacji norweskiej rozpoczął się 29 listopada 2002 w fińskiej Ruce, zaś ostatnie zawody z tego cyklu zaplanowano także w Finlandii, w Lahti, 15 marca 2003 roku. 
Zawody odbyły się w 7 krajach: Austrii, Czechach, Finlandii, Francji, Japonii, Niemczech oraz Norwegii.
Obrońcą Pucharu Świata był Niemiec Ronny Ackermann, który triumfował ponownie, wygrywając 4 z 16 zawodów.

## Kalendarz i wyniki
| Lp  | Data                     | Miejscowość   | Konkurencja                                                                | 1. miejsce                                                                 | 2. miejsce                                                                 | 3. miejsce                                                                 |
| --- | ------------------------ | ------------- | -------------------------------------------------------------------------- | -------------------------------------------------------------------------- | -------------------------------------------------------------------------- | -------------------------------------------------------------------------- |
| 1.  | 29 listopada 2002        | Ruka          | K120/7,5 km                                                                | Hannu Manninen                                                             | Ronny Ackermann                                                            | Björn Kircheisen                                                           |
| 2.  | 1 grudnia 2002           | Ruka          | K120/7,5 km                                                                | Zawody odwołane                                                            | Zawody odwołane                                                            | Zawody odwołane                                                            |
| 3.  | 6 grudnia 2002           | Trondheim     | K120/7,5 km                                                                | Björn Kircheisen                                                           | Johnny Spillane                                                            | Georg Hettich                                                              |
| 4.  | 7 grudnia 2002           | Trondheim     | K120/15 km                                                                 | Björn Kircheisen                                                           | Georg Hettich                                                              | Johnny Spillane                                                            |
| 5.  | 8 grudnia 2002           | Trondheim     | K120/7,5 km                                                                | Björn Kircheisen                                                           | Ronny Ackermann                                                            | Johnny Spillane                                                            |
| 6.  | 14 grudnia 2002          | Harrachov     | K90/15 km                                                                  | Samppa Lajunen                                                             | Hannu Manninen                                                             | Björn Kircheisen                                                           |
| 7.  | 15 grudnia 2002          | Harrachov     | K90/7,5 km                                                                 | Hannu Manninen                                                             | Samppa Lajunen                                                             | Ronny Ackermann                                                            |
| 8.  | 1 stycznia 2003          | Oberhof       | K120/7,5 km                                                                | Felix Gottwald                                                             | Ronny Ackermann                                                            | Mario Stecher                                                              |
| 9.  | 8 stycznia 2003          | Ramsau        | K90/7,5 km                                                                 | Samppa Lajunen                                                             | Ronny Ackermann                                                            | Hannu Manninen                                                             |
| 10. | 12 stycznia 2003         | Chaux-Neuve   | K90/7,5 km                                                                 | Felix Gottwald                                                             | Ronny Ackermann                                                            | Todd Lodwick                                                               |
| 11. | 22 stycznia 2003         | Hakuba        | K120/15 km                                                                 | Ronny Ackermann                                                            | Hannu Manninen                                                             | Georg Hettich                                                              |
| 12. | 25 stycznia 2003         | Sapporo       | 10 km/K120                                                                 | Ronny Ackermann                                                            | Georg Hettich                                                              | Samppa Lajunen                                                             |
| MŚ  | 18 lutego - 1 marca 2003 | Val di Fiemme | Kombinacja norweska na Mistrzostwach Świata w Narciarstwie Klasycznym 2003 | Kombinacja norweska na Mistrzostwach Świata w Narciarstwie Klasycznym 2003 | Kombinacja norweska na Mistrzostwach Świata w Narciarstwie Klasycznym 2003 | Kombinacja norweska na Mistrzostwach Świata w Narciarstwie Klasycznym 2003 |
| 13. | 8 marca 2003             | Oslo          | K115/7,5 km                                                                | Felix Gottwald                                                             | Ronny Ackermann                                                            | Björn Kircheisen Ola Morten Græsli                                         |
| 14. | 9 marca 2003             | Oslo          | K115/7,5 km                                                                | Ronny Ackermann                                                            | Felix Gottwald                                                             | Ola Morten Græsli                                                          |
| 15. | 14 marca 2003            | Lahti         | K116/15 km                                                                 | Ronny Ackermann                                                            | Felix Gottwald                                                             | Jouni Kaitainen                                                            |
| 16. | 15 marca 2003            | Lahti         | K116/7,5 km                                                                | Felix Gottwald                                                             | Kenneth Braaten                                                            | Ronny Ackermann                                                            |

## Klasyfikacje
| Lp. | Zawodnik         | Punkty |
| 1.  | Ronny Ackermann  | 1135   |
| 2.  | Felix Gottwald   | 790    |
| 3.  | Björn Kircheisen | 756    |
| 4.  | Hannu Manninen   | 678    |
| 5.  | Samppa Lajunen   | 629    |
| 6.  | Georg Hettich    | 592    |
| 7.  | Johnny Spillane  | 511    |
| 8.  | Kenneth Braaten  | 414    |
| 9.  | Todd Lodwick     | 374    |
| 10. | Kristian Hammer  | 345    |

| Lp. | Zawodnik         | Punkty |
| 1.  | Ronny Ackermann  | 770    |
| 2.  | Felix Gottwald   | 548    |
| 3.  | Björn Kircheisen | 528    |
| 4.  | Hannu Manninen   | 484    |
| 5.  | Samppa Lajunen   | 371    |
| 6.  | Johnny Spillane  | 357    |
| 7.  | Georg Hettich    | 347    |
| 8.  | Petter Tande     | 275    |
| 9.  | Kristian Hammer  | 237    |
| 10. | Todd Lodwick     | 222    |

| Lp. | Zawodnik          | Punkty |
| 1.  | Niemcy            | 2950   |
| 2.  | Austria           | 1899   |
| 3.  | Finlandia         | 1861   |
| 4.  | Norwegia          | 1313   |
| 5.  | Stany Zjednoczone | 885    |
| 6.  | Francja           | 548    |
| 7.  | Japonia           | 289    |
| 8.  | Szwajcaria        | 146    |
| 9.  | Słowenia          | 7      |